# باتیستا دوسی
باتیستا دوسی (ایتالیایی: Battista Dossi؛ ح. ۱۴۹۰ – ۱۵۴۸) نقاش اهل ایتالیا بود.